# Siedem lat w Tybecie
Siedem lat w Tybecie – autobiograficzna książka podróżnicza napisana przez Heinricha Harrera na podstawie jego własnych przeżyć w Tybecie w latach 1944–1951 podczas II wojny światowej oraz okresu przejściowego przed inwazją Chińskiej Armii Ludowo-Wyzwoleńczej na Tybet w 1950.
Książka opisuje ucieczkę Harrera i jego towarzysza Petera Aufschnaitera z brytyjskiego obozu jenieckiego w Indiach. Następnie Harrer i Aufschnaiter odbywają podróż przez Tybet do jego stolicy, Lhasy. Tam spędzają kilka lat a Harrer szczegółowo opisuje ówczesną kulturę tybetańską. Następnie Harrer staje się nauczycielem i przyjacielem XIV Dalajlamy.
Na podstawie książki został w 1997 nakręcony film o takim samym tytule.